# Lobo (músico)
Roland Kent LaVoie, más conocido con el nombre artístico de Lobo (Tallahassee, Florida; 31 de julio de 1943), es un cantautor estadounidense que tuvo una exitosa carrera a comienzos de los años 1970s, famoso por sus canciones «Me and You and a Dog Named Boo», «I'd Love You to Want Me» y «Don't Expect Me to Be Your Friend». Estas tres canciones junto con "Where Were You When I Was Falling in Love" le dieron a Lobo, cuatro top en las listas de música ligera/contemporánea para adultos

## Biografía
Nacido en Tallahassee (Florida), se crio en Winter Haven (Florida) con su madre y sus seis hermanos. Empezó su carrera musical en 1961 como miembro de una banda local, The Rumours. La banda incluyó a Gram Parsons y Jim Stafford, así como al baterista John Corneal, quien después se unió a la International Submarine Band de Parsons. Durante los años 1960, LaVoie representó con muchas otras bandas como US Male, The Uglies y Me and the Other Guys. 
Por 1971, había empezado a llamarse Lobo, firmó con Big Tree Records y la compañía lanzó su primer sencillo, «Me and You and a Dog Named Boo», en marzo de 1971, Fue el mayor éxito de la discográfica; alcanzó el #5 en Estados Unidos y el #4 en Reino Unido en mayo de ese año, e inició una exitosa serie de sencillos. Se vendieron más de un millón de copias y fue premiado con un disco de oro en septiembre de 1971.
Su álbum debut, Introducing Lobo, siguió en mayo. En junio de 1971, su segundo sencillo, «She didn't do magic», fue lanzado. En septiembre de ese mismo año fue lanzado «California Kid and Reemo», seguido de «The Albatross». 
Bajo el alias de Lobo, lanzó Of a Simple Man (1972), que incluía «I'd Love You to Want Me» (#2, del 18 al 25 de noviembre de 1972) y «Don't Expect Me to Be Your Friend» (#8, del 17 al 24 de febrero de 1973). El primero se convirtió en el mayor éxito de Lobo, obtuvo disco de oro en noviembre de 1972 y alcanzó el #1 en Alemania en diciembre de 1973 y #5 en Reino Unido en julio de 1974.
Con el lanzamiento de Calumet (1973), Lobo tuvo tres Top 40 más: «It Sure Took a Long, Long Time», «How Can I Tell Her» y «Standing at the End of the Line». Hizo una aparición en la American Bandstand ese año. Hubo otros dos sencillos de menor importancia en el álbum: «There Ain't No Way» y en 1975 «Standing At The End Of The Line».

## Discografía

### Álbumes de estudio
- 1971 Introducing Lobo
- 1972 Of a Simple Man
- 1973 Calumet
- 1974 Just a Singer
- 1975 A Cowboy Afraid of Horses
- 1976 Come With Me
- 1979 Lobo
- 1989 Am I Going Crazy?
- 1994 Asian Moon
- 1995 Classic Hits
- 1996 Sometimes
- 1997 You Must Remember This
- 2006 Am I Going Crazy
- 2006 Come With Me
- 2008 Out Of Time

### Álbumes recopilatorios
- 1975 The Best Of Lobo
- 1990 Greatest Hits
- 1993  The Best of Lobo
- 1996 The Best of Lobo
- 1996 I'd Love You to Want Me
- 1997 Me & You & A Dog Named Boo & Other Hits
- 2004 The Very Best of Lobo
- 2005 Introducing Lobo/Of a Simple Man
- 2005 Platinum Collection
- 2006  Ultimate Collection
- 2006  Me & You & A Dog Named Boo & Other Hits
- 2007 Greatest Hits

### Lista de sencillos
| Año  | Sencillo                                    | Posición en lista | Posición en lista | Posición en lista | Posición en lista |
| Año  | Sencillo                                    | US                | US AC             | US Country        | UK                |
| ---- | ------------------------------------------- | ----------------- | ----------------- | ----------------- | ----------------- |
| 1971 | "Me and You and a Dog Named Boo"            | 5                 | 1                 | —                 | 4                 |
| 1971 | "She Didn't Do Magic"                       | 46                | flip              | —                 | —                 |
| 1971 | "I'm the Only One"                          | flip              | 14                | —                 | —                 |
| 1971 | "California Kid and Reemo"                  | 72                | 19                | —                 | —                 |
| 1972 | "A Simple Man"                              | 56                | 17                | —                 | —                 |
| 1972 | "I'd Love You to Want Me"                   | 2                 | 1                 | —                 | 5                 |
| 1972 | "Don't Expect Me to Be Your Friend"         | 8                 | 1                 | —                 | —                 |
| 1973 | "It Sure Took a Long, Long Time"            | 27                | 3                 | —                 | —                 |
| 1973 | "How Can I Tell Her"                        | 22                | 4                 | —                 | —                 |
| 1973 | "There Ain't No Way"                        | 68                | 29                | —                 | —                 |
| 1973 | "Love Me for What I Am"                     | 68                | —                 | —                 | —                 |
| 1974 | "Standing at the End of the Line"           | 37                | 25                | —                 | —                 |
| 1974 | "Rings"                                     | 43                | 8                 | —                 | —                 |
| 1975 | "Don't Tell Me Goodnight"                   | 27                | 2                 | —                 | —                 |
| 1975 | "Would I Still Have You"                    | —                 | 44                | —                 | —                 |
| 1977 | "Afterglow"                                 | —                 | —                 | —                 | —                 |
| 1979 | "Where Were You When I Was Falling In Love" | 23                | 1                 | —                 | —                 |
| 1979 | "Holdin' On For Dear Love"                  | 75                | 13                | —                 | —                 |
| 1981 | "I Don't Want to Want You"                  | —                 | —                 | 40                | —                 |
| 1982 | "Come Looking for Me"                       | —                 | —                 | 63                | —                 |
| 1982 | "Living My Life Without You"                | —                 | —                 | 88                | —                 |
| 1985 | "Am I Going Crazy"                          | —                 | —                 | 57                | —                 |
| 1985 | "Paint the Town Blue"(con Robin Lee)        | —                 | —                 | 49                | —                 |